# Ricardo Cantú Garza
Ricardo Cantú Garza (Monterrey, Nuevo León; 23 de mayo de 1953) es un político y Diplomático mexicano, miembro del Partido del Trabajo, diputado federal y nuevo coordinador del PT en la cámara de diputados, en la LX Legislatura del Congreso de la Unión de México.
Es licenciado en derecho por la Universidad Autónoma de Nuevo León, obteniendo su título en 1982. Ha sido diputado y coordinador del grupo parlamentario del PT en la LVIII Legislatura del Congreso de la Unión de México entre 1997 y el 2000. Ha sido diputado local en Nuevo León. 
Ha sido activista sindical el Nuevo León y dirigente estudiantil. Fue fundador del PT.